# 地图学
地圖學（英語：Cartography；希臘語：　[Chartisgraphein]，即为英文的Mapmaking，chartis是地圖，graphein是編寫之意）是研究地圖的理論、編製技術與應用方法的科學。傳統的地圖製作是利用紙和筆為主要工具，隨著科技的進步，地圖製作已改由電腦繪製。包括CAD（電腦輔助設計）、GIS（地理資訊系統）或一些地圖繪畫軟件。地圖的功能就如形象化的空間資料，空間資料是由量度得成的，並能儲在資料庫中，現時的製作由類比的製圖方法趨向電子和互動。
地圖學正邁向可量度的地步，使人能製作一個真實的圖像。製作需要先進的技術和態度，尤其是利用一些符號來表達準確的地方，讓使用者能如真的從上面看清涵蓋的資訊。国家的疆域可以用地图、文字等多种形式来表达，其中地图是表示国家版图最常用和最主要的形式。在地图上可以形象直观地表示出国家的疆域范围和边界、各级行政区域、行政中心、主要城市等。

## 历史
大约在15,000至10,000年前，出现了使用线条和简单符号的原始地图，文字产生以后，和符号一起标注于地图之上。
在一些东方古老的国家，如中国、埃及、巴比伦等，由于农业的发展，需要大量土地，产生了简易的测量工具和方法。其后，行政管理、贸易和战争更是促进了对地图的需要。刻画在陶片上的巴比伦地图大约是2500年前的遗物，上面刻有山脉、河流、城市和海洋；中国历史上记载的铸造在九鼎上的地图，距今也有4000多年的历史。
古代地图学的先驱，西方首推托勒密，东方则是裴秀。托勒密所著《地理学指南》对地图学的发展做出了巨大的贡献。书中附有的27幅地图为世界最早地图集的雏形。同时，托勒密还提出了地图的编制方法，并创造了两种新的世界地图投影法，即球面投影和圆锥投影。利用托勒密投影法的波特蘭型海圖一直被使用到16世纪，1569年佛蘭德學派創建麥卡托投影法，把地球在平面展開，呈現真實的航線方向與距離。在东方，西晋的裴秀以古书《禹贡》为据，仔细核查，绘制成了《禹贡地域图》和《地形方丈图》，并总结前人经验，提出地图绘制的“制图六体”，使地图绘制量化。裴秀以后的中国学者绘制地图时，采用“计里画方”的原则，成为近代以前东方地图制图的基本标准。

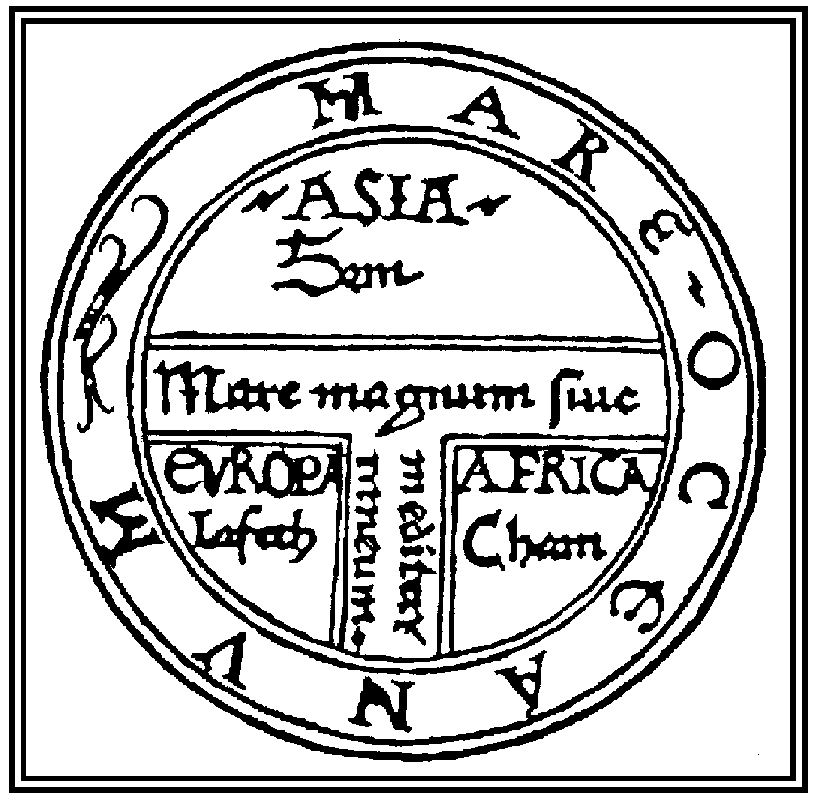
中世纪欧洲传统T-O地图

18世纪以后，随着西学东渐，东方传统的地图学逐渐被西方近代地图学所取代。西方近代的地图学起源于15世纪以后的地理大发现。15世纪以前，西方宗教势力强大，地图成为宗教宣传的工具。大多数的地图被绘制成“T-O”型，即世界为圆盘，以T型线条分之为亚洲、欧洲和非洲三部分，中间为圣城耶路撒冷。地理大发现以后，随着各国殖民贸易和航海的兴起，地理知识不断丰富，又需要更加精确的地图。随后的制图学即借助于罗盘、望远镜、气压计等仪器和文艺复兴时期不断发展的数学知识不断更新，逐步形成了按照数学法则绘制、通过地图地图符号并经过取舍和概括而绘制地图的新地图学。

## 地图分类

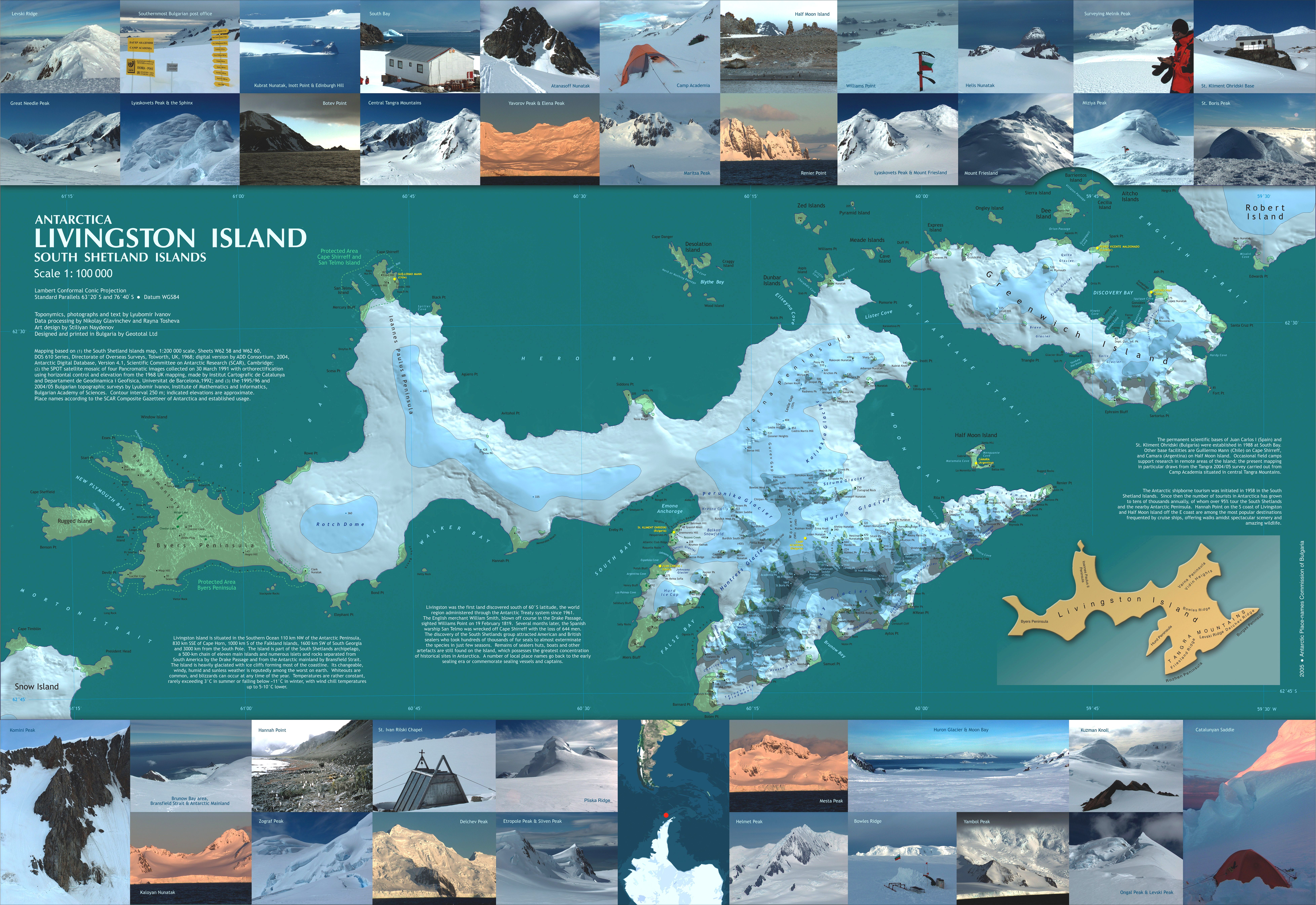
带插图的地图。

任何在空间中有分布的事物和现象都可以用地图来表现，因此随着人类社会的不断发展，地图的品种也越来越多。为了更清晰地了解和研究地图，则需要将各种地图加以分类。划分的角度可以有多种，比如按比例尺、按制图区域、按地图功能和内容等各项指标来加以划分。
按地图的内容来分，可以将各种地图分为以下几类。

### 专题地图
- 自然地图
  - 地质图
  - 地球物理图
  - 地貌图
  - 气候图
  - 陆地水文图
  - 土壤图
  - 植被图
  - 动物图
  - 海洋地图
- 人文地图（社会经济地图）
  - 行政区划地图
  - 人口地图
  - 经济地图
  - 工业地图
  - 农业地图
  - 交通运输地图
  - 邮电通讯地图
  - 财贸金融地图
  - 教育与科研地图
  - 医疗保健地图
  - 自然保护地图
  - 生态环境地图
  - 疾病与医疗地理图
  - 全球变化图

### 专用地图
- 教学地图
- 航海图
- 航空图
- 宇航图
- 旅游地图
- 公路交通图
- 水利地图
- 传媒地图
- 军事地图
- 郊區地圖

### 特种地图
- 数字地图
- 立体地图
- 屏幕地图
- 触觉地图（盲文地图）
- 塑料和丝绸地图
- 工艺品地图
- 发光地图
- 缩微地图
- 多媒体电子地图
- 地球仪

## 发展及同其他学科的关系

### 新概念新理论
- 地图信息论
- 地图传输论
- 地图模式论
- 地图认知理论
- 数学制图原理
- 地图语言学（地图符号学）
- 地图感受论
- 地图概括（制图综合）理论
- 综合制图理论
- 地学信息图谱理论

### 与其他学科的关系
地图学作为区域性学科，它的主要基础就是地学。所有这些如地理学、地学、生物学、环境科学等区域学科的野外实地勘测、调查都离不开地图。各学科和部门既是地图学的应用对象又是地图学的研究对象。

## 地圖元素
- 圖例
  - 圖例是地圖構成要素中的輔助要素，也是在地圖上對於圖形資料及屬性資料的展現方式，其功用是來說明地圖上各種符號所代表的意義。[4][5]
- 比例尺
- 投影座標系統
- 方向
- 等高線

### 引用
1. ↑  （美）余定国. . 由姜道章翻译. 北京: 北京大学出版社. 2006. ISBN 978-7-301-10169-8.
2. ↑  （英）杰里米·布莱克. . 由张澜翻译. 太原: 希望出版社. 2006. ISBN 7-5379-3442-8.
3. ↑  葛剑雄. . 北京: 商务印书馆. 1998. ISBN 7-100-02548-6.
4. ↑  地圖分類 （页面存档备份，存于）
5. ↑  地圖上的圖例